# Mirefleurs
Mirefleurs település Franciaországban, Puy-de-Dôme megyében. Lakosainak száma 2336 fő (2022. január 1.). Mirefleurs Busséol, Les Martres-de-Veyre, La Roche-Noire, Saint-Georges-sur-Allier és Saint-Maurice községekkel határos.

## Népesség
A település népességének változása:
| Lakosok száma | 2386 | 2419 | 2489 | 2436 | 2406 | 2380 | 2353 | 2354 | 2336 |
|               | 2013 | 2015 | 2016 | 2017 | 2018 | 2019 | 2020 | 2021 | 2022 |